# Selbu
Selbu er en kommune i Trøndelag fylke i Norge. Den grænser i nord til Malvik og Stjørdal, i øst til Meråker og Tydal, i syd til Holtålen og Midtre Gauldal, og i vest til Melhus og Klæbu kommune.

## Geografi
- Skarvan og Roltdalen nationalpark ligger på nordsiden af hoveddalstrøget.
- Dragsten

## Erhvervsliv
Kommunen er kendt for strikning, og mønsteret Selburose, som gengives i kommunevåbnet, findes på et stort antal vanter, strømper osv fra kommunen.
Selbu er også kendt for store kværnstensbrud i fjeldet ved Kvernfjellvatn. Disse brud var i drift i næsten 1.500 år frem til 1930'erne. Allerede i vikingetiden foregik der eksport herfra til hele Norge, Danmark og Syd-Sverige, senere også til Rusland.